# Markus Vogt (Ruderer)
Markus Vogt (* 25. September 1965 in München) ist ein ehemaliger deutscher Ruderer.
Markus Vogt ist der Bruder der Ski-Weltmeisterin Miriam Vogt. Er ist heute selbständiger Unternehmer und mit Simone Risch verheiratet.

## Karriere
Vogt startete für den Club Ruderclub Hansa von 1898 aus Dortmund und trainierte bei Dieter Grahn. Er gewann zusammen mit Markus Bräuer, Andreas Lütkefels und Stefan Scholz bei den Ruder-Weltmeisterschaften 1991 in Wien eine Bronzemedaille im Vierer ohne Steuermann.
Bei den Olympischen Spielen 1992 in Barcelona errang Vogt zusammen mit Armin Weyrauch, Matthias Ungemach und Dirk Balster mit einem Rückstand von 15 Hundertstelsekunden auf Slowenien den vierten Platz. Nach vier Weltmeisterschafts- und einer Olympiateilnahme beendete Markus Vogt 1996 seine aktive Karriere.